# Tricorythodes allectus
Tricorythodes allectus is een haft uit de familie Leptohyphidae. De wetenschappelijke naam van de soort is voor het eerst geldig gepubliceerd in 1905 door Needham.
De soort komt voor in het Nearctisch gebied.